# Feliz Deserto
Feliz Deserto est une municipalité brésilienne dans l'État de l'Alagoas.